# Theresa May
Theresa Mary May (/tʰəˈɹiːzə ˈmeəɹi ˈmeɪ/; de soltera, Brasier; baronesa May de Maidenhead; Eastbourne, Inglaterra, 1 de octubre de 1956) es una política británica que fue primera ministra del Reino Unido desde el 13 de julio de 2016 hasta el 24 de julio de 2019. Fue la segunda mujer en ocupar el cargo de primera ministra británica tras Margaret Thatcher —también conservadora—, quien ocupó el cargo entre 1979 y 1990.
Miembro del Parlamento británico desde 1997 por Maidenhead, desempeñó varios cargos dentro de los gabinetes en la sombra de Iain Duncan Smith, Michael Howard y David Cameron, incluyendo el de líder en la sombra de la Cámara de los Comunes y secretaria de Estado en la sombra para el trabajo y las pensiones. Fue además presidenta del Partido Conservador entre julio de 2002 y noviembre de 2003.
Tras la victoria de los Conservadores, encabezados por David Cameron, en las elecciones generales de 2010, May fue nombrada ministra del Interior y ministra de Mujer e Igualdad, delegando el último cargo en Maria Miller en 2012. Es una de las personas que durante más tiempo ha permanecido al frente del Ministerio del Interior. Durante su gestión como ministra, May se caracterizó por su política dura en materia de inmigración, lucha contra el terrorismo, vigilancia y abusos de menores. Entre sus decisiones más polémicas se encuentran la decisión de deportar al clérigo radical Abu Qatada, por negarse a extraditar a los Estados Unidos al pirata informático Gary McKinnon o su propuesta de reducir cada año en cien mil el número de inmigrantes en el Reino Unido.
A finales de junio de 2016, después de que Cameron anunciara que renunciaría al cargo de primer ministro antes de octubre de 2016 tras los resultados del referéndum sobre la permanencia en la Unión Europea, May anunció su candidatura para sucederlo, partiendo como favorita. Posteriormente, tras la renuncia de Andrea Leadsom a su candidatura como líder conservadora, quedó como única candidata, y por consiguiente fue nombrada líder del Partido Conservador el 11 de julio y asumió el cargo de primera ministra el 13 de julio de 2016.
El 24 de mayo de 2019 anunció su renuncia como líder del partido, que se hizo efectiva el 7 de junio. Permaneció en el cargo como primera ministra hasta que Boris Johnson fue elegido líder del Partido Conservador en el mes de julio.

## Primeros años de vida, educación y carrera

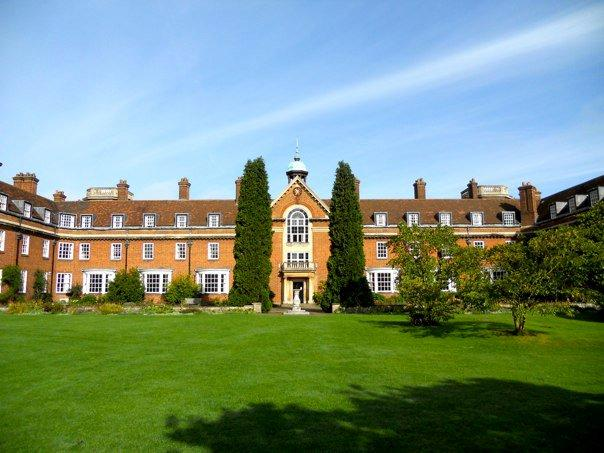
St Hugh's College, Oxford

Nacida el 1 de octubre de 1956 en Eastbourne, Sussex, May es la hija del reverendo Hubert Brasier, un clérigo anglicano y Zaidee de soltera Barnes.
May fue educada en las escuelas primarias y secundarias estatales, así como un corto período en una escuela católica independiente. Al principio ella asistió a la escuela primaria Heythrop, en Oxfordshire, seguido de la escuela convento de Santa Juliana para mujeres, una escuela independiente católica en Begbroke, que se cerró en 1984. A la edad de 13 años, se ganó un lugar en la antigua escuela secundaria femenina de Holton Park, en Wheatley, Oxfordshire. En 1971, la escuela fue abolida y se convirtió en la sede de la nueva escuela Wheatley Park School durante su tiempo como alumna. May entonces fue a la Universidad de Oxford, donde estudió Geografía, licenciándose con un BA (Hons) en 1977.
Entre 1977 y 1983 May trabajó en el banco de Inglaterra, y de 1985 a 1997 como consultora financiera y asesora en asuntos internacionales en la Asociación de Servicios de compensación de pagos. Ella sirvió como concejal en Londres de Merton 1986-1994, donde fue presidenta de educación (1988-1990) y diputada líder del Grupo y vivienda portavoz (1992-1994). En las elecciones generales de 1992 May intento sin éxito conseguir un asiento seguro en el parlamento por North West Durham y posteriormente, tras la muerte de Jo Richardson, miembro del parlamento laborista por Barking, intento ganar un asiento, aunque tampoco ganó. En las elecciones generales de 1997 May logró un asiento en el parlamento como miembro del partido conservador por Maidenhead.

## Miembro del Parlamento
Una vez dentro del Parlamento, May se convirtió en un miembro del equipo de la oposición frontal de William Hague, como portavoz en la sombra para escuelas, personas con discapacidad y las mujeres (1998-junio de 1999). Ella se convirtió en la primera de los diputados de 1997 en entrar en el gabinete de la sombra, cuando en 1999 fue nombrada la secretaria en la sombra de educación y empleo. Después de las elecciones de 2001 el nuevo líder conservador Iain Duncan Smith la mantuvo en el gabinete en la sombra, dicho cambio en la cartera de transporte.
May fue nombrada la primera mujer presidenta del Partido Conservador en julio de 2002. Durante su discurso en la conferencia del Partido Conservador en 2002 al explicar por qué, en su opinión, su partido tiene que cambiar, que acuñó la frase que los conservadores fueron entonces percibido como el «Nasty Party» («partido desagradable»). En 2003, ella fue jurado del Consejo Privado, y nombrada secretaria en la sombra de Estado de transporte, tras la elección de Michael Howard como el líder del Partido Conservador y líder de la oposición en noviembre de ese año. En junio de 2004 fue trasladada a la nueva posición como secretaria en la sombra de Estado de Familia. Después de las elecciones de 2005 la cartera de May se amplió y se convirtió en secretaria en la sombra de Estado de cultura, medios y Deporte sin dejar de ser secretaria en la sombra de Estado de Familia. David Cameron la nombró líder en la sombra de la Cámara de los Comunes en diciembre de 2005 después de su adhesión a la dirigencia. En enero de 2009 May se hizo secretaria de Estado "en la sombra" de trabajo y pensiones.
El 6 de mayo de 2010, May fue reelegida diputada por Maidenhead con una mayoría creciente de 16 769, el 60 % de los votos. Esto siguió a un intento fallido anterior de quitarle el puesto a ella en 2005 como uno de los principales objetivos de «decapitación de estrategia» de los demócratas liberales.

## Ministra de Interior

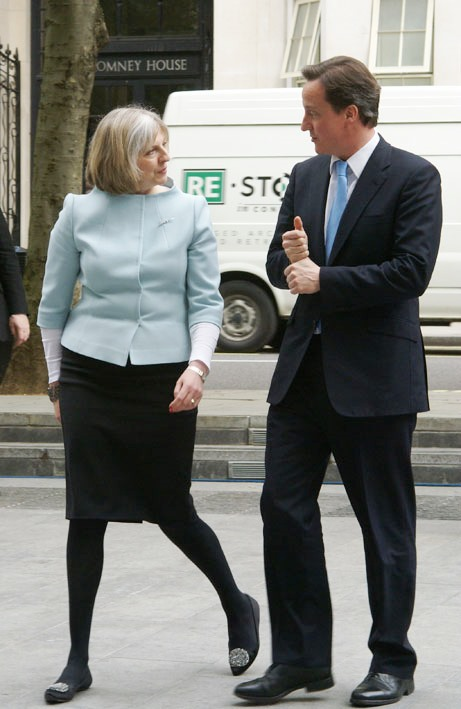
Theresa May con el entonces primer ministro David Cameron

El 12 de mayo de 2010, Theresa May, fue nombrada ministra de Interior y ministra de la Mujer y la Igualdad por el primer ministro, David Cameron, como parte de su primer gabinete, convirtiéndose en la cuarta mujer en ocupar uno de los grandes cargos de Estado del Reino Unido, después de (por orden de antigüedad) Margaret Thatcher (primera ministro), Margaret Beckett (ministra de Relaciones Exteriores) y Jacqui Smith (ministra del Interior). Como ministra del Interior, May también es miembro del Consejo Nacional de Seguridad (Reino Unido). El debut de May como ministra del Interior estuvo implicado básicamente en varias de las medidas anteriores del gobierno de laborista sobre la recopilación de datos y la vigilancia en Inglaterra y Gales. Por medio de un proyecto de ley que se convirtió en la ley de documentos de identidad de 2010, se produjo la abolición de documentos nacionales de identidad del gobierno laborista y el esquema de base de datos y también reformó la normativa sobre la conservación de muestras de ADN de sospechosos y controles en el uso de cámaras de CCTV. El 20 de mayo de 2010, May anunció el aplazamiento de la deportación a los EE. UU. del presunto pirata informático Gary McKinnon. También suspendió el sistema de registro para los cuidadores de los niños y las personas vulnerables. El 4 de agosto de 2010 se informó que May desechó el régimen del anterior Gobierno laborista que propuso «seguir órdenes» para proteger a las mujeres contra la violencia doméstica prohibiendo a los abusadores acercarse a la casa de la víctima. A esto le siguió el 6 de agosto de 2010 por el cierre de la base de datos del Gobierno anterior «ContactPoint» de 11 millones de niños menores de 18 años diseñado para proteger a los niños en la estela del escándalo de abuso infantil de Victoria Climbié.
El 2 de junio de 2010, May enfrentó su primer incidente grave de seguridad nacional como ministra del Interior con los tiroteos en Cumbria. May realizó su primer discurso en la Cámara de los Comunes como ministra del interior en un comunicado sobre el incidente, después de visitar a las víctimas con el primer ministro. También en junio de 2010, May prohibió que el indio predicador musulmán Zakir Naik entrara en el Reino Unido, dos funcionarios del Ministerio del Interior que estaban en desacuerdo con la política del Gobierno de excluir Zakir Naik de Gran Bretaña fueron suspendidos de sus funciones. A finales de junio de 2010, May anunció planes para una tapa temporal sobre visados del Reino Unido para los inmigrantes no comunitarios. El movimiento expresó su preocupación por el impacto en la economía del Reino Unido. En su intervención en la conferencia de Asociación de Jefes de Policía (ACPO) el 29 de junio de 2010, May anunció recortes radicales en el presupuesto del Ministerio del interior, que podrían dar lugar a una reducción en el número de la policía. En julio de 2010, se informó que May había mantenido correspondencia con Kate y Gerry McCann, los padres de la niña desaparecida Madeleine McCann. En agosto de 2010, May asistió a una reunión privada con el señor y la señora McCann para discutir su caso.
En julio de 2010, May se presentó a la Cámara de los Comunes con propuestas para una revisión fundamental de la seguridad y la lucha contra el terrorismo legislación anterior del Gobierno laborista, como «parar y registrar» poderes, y su intención de revisar el límite de 28 días en la detención de sospechosos de terrorismo sin cargos. A mediados de julio de 2010, May supervisó un segundo incidente armado mayor en el norte de Inglaterra con una operación policial de una semana sin éxito para capturar y detener a Raoul Moat, exconvicto que disparó a tres personas, matando a uno. El sospechoso luego se pegó un tiro. Durante el incidente, Moat recibió un disparo con una pistola eléctrica a larga distancia. Más tarde se supo que la empresa de suministro del arma de electrochoque, Pro-Tect, había incumplido su licencia mediante el suministro a la policía directamente con el arma. Su licencia fue revocada por el ministerio del interior tras el tiroteo de Moat. El 1 de octubre de 2010, la BBC informó que el director de la compañía, Peter Boatman, al parecer se había suicidado por el incidente.
En agosto de 2010, May prohibió a la Liga de Defensa Inglesa la celebración de una marcha en Bradford, West Yorkshire, el 28 de agosto. La Liga de Defensa Inglesa protestó en contra de la prohibición, alegando que planeaban una «manifestación pacífica». Alrededor de las 2 de la tarde del día de la prohibición, se registraron violentos disturbios en Bradford entre los miembros del EDL y sus oponentes, pidiendo la intervención de la policía antidisturbios.
A principios de septiembre de 2010, las denuncias resurgen con respecto al escándalo de escuchas telefónicas en relación con el cual los periodistas de periódicos sensacionalistas habían sido encarcelados en 2009 por interceptar los mensajes de telefonía móvil de las principales figuras públicas. Se trataba de una periodista empleada por el News of the World del editor Andy Coulson, que más tarde se había convertido en director de comunicaciones del primer ministro David Cameron. (Coulson fue absuelto de cualquier papel en los incidentes micrófonos ocultos durante una investigación en la Cámara de los Comunes en 2009.) El candidato a líder del Partido Laborista Ed Balls pidió a la ministra del interior hacer una declaración ante la Cámara sobre el asunto. El 5 de septiembre, May dijo a la BBC que había «motivos para una investigación pública». La Policía Metropolitana dijo que podría considerar volver a examinar la evidencia sobre los alegatos. El 6 de septiembre de 2010, May enfrentó preguntas parlamentarias sobre las alegaciones tras una intervención del presidente de la Cámara de los Comunes.
El 9 de diciembre de 2010, a raíz de las manifestaciones estudiantiles violentas en el centro de Londres en contra de los aumentos a las tasas de matrícula de educación superior, May elogió la actuación de la policía en el control de las manifestaciones, pero fue descrita por el Daily Telegraph como «bajo una creciente presión política» debido a su manejo de las protestas.
En diciembre de 2010, May declaró que el despliegue de cañones de agua por las fuerzas policiales en Gran Bretaña era una decisión operativa que se ha «resistido hasta ahora por los oficiales superiores de la policía». El 9 de agosto de 2011, May rechazó su uso y dijo: «la forma de los policías en Gran Bretaña no es a través del uso de cañones de agua. La forma de la policía en Gran Bretaña es a través del consentimiento de las comunidades». May dijo: «Condeno totalmente la violencia en Tottenham... Tal desprecio por la seguridad pública y la propiedad no será tolerado, y la Policía Metropolitana tiene todo mi apoyo para restablecer el orden». Ella regresó al Reino Unido de vacaciones a reunirse con funcionarios superiores de la policía el 8 de agosto.
A raíz de los disturbios May instó a la identificación de la mayor cantidad posible de los jóvenes delincuentes involucrados. Ella dijo: «cuando yo estuve en Manchester la semana pasada, la cuestión se planteó a mí sobre el anonimato de los menores que sean encontrados culpables de crímenes de este tipo La Fiscalía de la Corona es ordenar los fiscales para solicitar el anonimato para ser levantado en cualquier caso de jóvenes que piensan que es de interés público. La ley actualmente protege la identidad de cualquier sospechoso con arreglo a la edad de 18 años, incluso si son condenados, sino que también permite que una aplicación tiene tales restricciones levantado, si lo considera conveniente». May agregó que «lo que he pedido es que la orientación CPS debe ir a los fiscales y decir que siempre que sea posible, deben estar pidiendo el anonimato de los menores que son declarados culpables de actividades delictivas».
En la Conferencia del Partido Conservador, el 4 de octubre de 2011, mientras que argumentaba por qué la ley de derechos humanos debía ser modificada, May dio el ejemplo de un extranjero que los tribunales dictaminaron se le permitió permanecer en el Reino Unido, «porque —y no estoy inventando esto— tenía un gato». En respuesta, la Corte Real de Justicia emitió una declaración, negando que esta fue la razón de la decisión del tribunal en ese caso, y afirmando que la verdadera razón era que él estaba en una relación genuina con una pareja británica, y ser dueño de un gato era simplemente uno de los muchos elementos de prueba dadas a demostrar que la relación era «genuina». El Ministerio del Interior no había aplicado sus propias reglas para hacer frente a las parejas de hecho de las personas asentadas en el Reino Unido. El secretario de Justicia, Ken Clarke, posteriormente calificó los comentarios de May como «ridículos e infantil».
En mayo de 2012, May expresó su apoyo a la introducción del matrimonio del mismo sexo mediante la grabación de un vídeo para la campaña Out4Marriage.

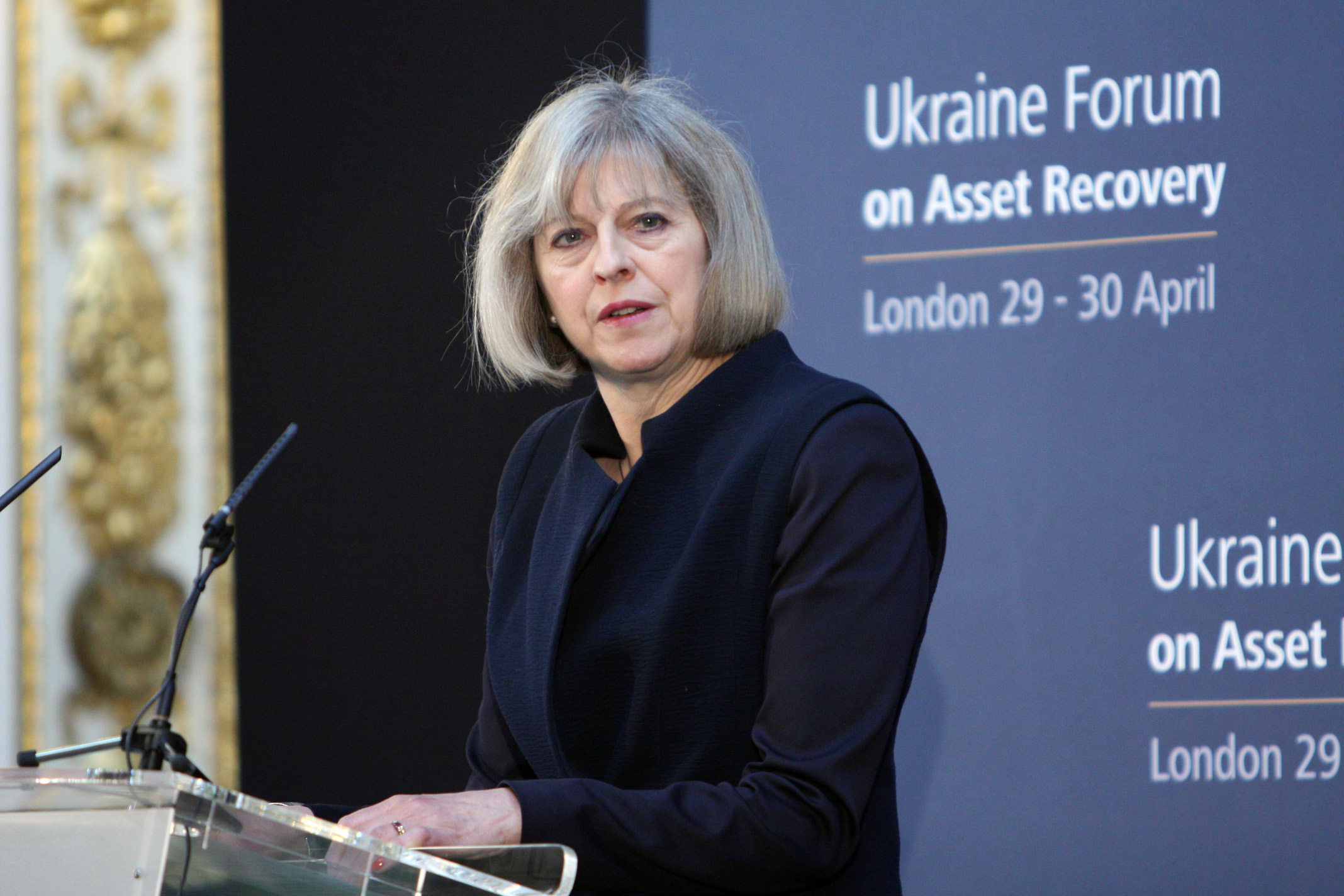
May interviniendo en el foro de Ucrania sobre la recuperación de activos en 2014.

En junio de 2012, May fue acusada de «conducta inaceptable y lamentable», se dice que ha demostrado un total desprecio de un acuerdo legal para liberar a un argelino de un centro de detención de inmigración del Reino Unido. A medida que el tiempo permitirá al recluso ser liberado, Puede evitar más sanciones, incluyendo multas o penas de prisión.
En junio de 2013, May firmó una orden que prohíbe a Pamela Geller y Robert Spencer, dos blogueros estadounidenses que cofundaron el grupo antimusulmán Stop Islamization of America, la entrada al Reino Unido basándose en que su presencia no sería «propicia para el bien público». La pareja había sido invitada por la Liga de Defensa Inglesa a asistir a una marcha en Woolwich, donde Drummer Lee Rigby había muerto a principios de ese año. El grupo de presión Hope not Hate había liderado una campaña para excluir a la pareja, a quien el Ministerio del Interior describió como «altavoces inflamatorios que promueven el odio».
El 29 de agosto de 2014, el gobierno británico elevó el nivel de amenaza terrorista a «grave», el primer ministro David Cameron y May advirtieron que un ataque terrorista era «muy probable», después de aumentar la prominencia del Estado Islámico de Irak y el Levante. May admitió que, aunque el nivel de amenaza se ha había elevado al segundo más alto posible, no hubo advertencia de inteligencia de un ataque inminente.

### Reorganización de la policía
El 26 de julio de 2010, May anunció en la Cámara de los Comunes un conjunto de medidas de reformas a la policía en Inglaterra y Gales. La agencia de crimen central del Gobierno laborista anterior, Soca (Serious Organised Crime Agency) debía ser reemplazada por una nueva agencia nacional de delincuencia. Al igual que la propuesta de programas electorales generales insignia del partido conservador 2010, para una «Big Society» (gran sociedad), basada en la acción voluntaria, May también propone aumentar el papel de los «reservistas» civiles para el control de la delincuencia. Las reformas fueron rechazadas por la oposición, el partido laborista.
A raíz de las acciones de una minoría de bloque negro en destrozar tiendas y negocios presuntamente impuestos evitando el día de la marcha el 26 de marzo TUC, la ministra del Interior dio a conocer las reformas, frenar el derecho a la protesta, incluyendo dar policía poderes adicionales para eliminar individuos enmascarados y para vigilar los sitios de redes sociales para prevenir protestas ilegales sin el consentimiento o notificación de la policía.

### Comportamiento antisocial
El 28 de julio de 2010, May propuso revisar la legislación de comportamiento antisocial del gobierno laborista anterior, la legislación de señalización de la abolición de la «Anti-Social Behaviour Order» (orden de comportamiento antisocial) (ASBO). Ella identificó el alto nivel de la política de fracaso con casi la mitad de antisociales en una brecha entre 2000 y 2008, llevando a «fast-track» (vía rápida) condenas penales. May propuso un enfoque menos punitivo, basado en la comunidad para combatir el desorden social. May sugirió que la política de comportamiento antisocial «debe ser puesta de cabeza», revirtiendo el papel de ASBO como el emblemático crimen de control político de la legislación Laborista. Como era de esperar, los exministros del interior del Partido Laborista David Blunkett (quien introdujo órdenes por conducta antisocial) y Alan Johnson expresaron su desaprobación de las propuestas.

### Restricciones a la migración familiar
El 11 de junio de 2012, May, como ministra del Interior, anunció al Parlamento que se introducirían nuevas restricciones, destinadas a reducir el número de migrantes familiares procedentes del Espacio Económico Europeo. Los cambios estaban destinados principalmente a aplicarse a los nuevos solicitantes a partir del 9 de julio de 2012. Las nuevas normas entraron en vigor el 9 de julio de 2012 permitiendo que sólo los ciudadanos británicos que ganan más de 18 600 £ y tienen un ahorro mínimo de 16 000 £ pudieran traer a su cónyuge o a sus hijos a vivir con ellos en el Reino Unido. Esta cifra aumentaría significativamente en caso de que también se presentarán solicitudes de visado para los niños. También aumentó el actual período de prueba de dos años a cinco años para los socios. Las normas también impiden que los dependientes adultos y ancianos se asienten en el Reino Unido a menos que puedan demostrar que, como consecuencia de la edad, la enfermedad o la discapacidad, requieren un nivel de cuidado personal a largo plazo que sólo puede ser proporcionado por un familiar en el Reino Unido. Las reglas fueron introducidas por la «back door» (puerta trasera) sin un debate adecuado, y fueron criticadas después de ser arbitrarias, dividiendo a las familias, lo que altera la integración de una variedad de diferentes grupos de la sociedad civil. Un MP, quien estaba preocupado por esto, se dirigió a May en el Parlamento acerca de si se había examinado el impacto en las comunidades y las familias con ingresos modestos, pero no recibió respuesta directa. Liberty llegó a la conclusión de que las nuevas normas mostraron poca atención al impacto que lo harían tener en las familias genuinas. El All-party parliamentary group (Grupo Parlamentario de todos los partidos) realizaron una investigación sobre migración basada en la evidencia sobre el impacto de las normas y concluyó en su informe que las reglas estaban causando a los niños muy pequeños ser separados de sus padres y podría exiliarse a ciudadanos británicos desde el Reino Unido.

### Ley de Inmigración de 2014
May presentó ante la Cámara de los Comunes la ley de inmigración en octubre de 2013. Fue aprobada el 14 de mayo de 2014, con lo cual se convirtió en la ley de inmigración de 2014. Esto se consideró más tarde un «hito» de James Brokenshire MP, su subordinado como ministro de Estado, en un artículo en el que se reveló el número de inmigrantes de fuera de la UE para el mes de septiembre de 2014 había aumentado de 243 000 a 292 000.

### Crisis migratoria europea
May rechazó la propuesta de cuotas de refugiados obligatorias de la Unión Europea. Ella dijo que era importante ayudar a las personas que viven en las regiones de zona de guerra y campos de refugiados, pero «no los que son fuertes y lo suficientemente ricos como para venir a Europa». En mayo de 2016, The Daily Telegraph informó de que se había tratado de salvar 4 millones de £ al rechazar un proyecto de inteligencia que consistía en utilizar aviones de vigilancia para detectar barcos de inmigrantes ilegales.

### Los casos de extradición del Reino Unido/Estados Unidos
May recibido fuertes críticas por permitir la extradición de Richard O'Dwyer, un estudiante y fundador del sitio de streaming TVShack. En una encuesta de YouGov más del 70 % de los encuestados estuvo de acuerdo con la extradición Richard O'Dwyer. May también fue criticada por su manejo en la extradición de Syed Talha Ahsan. El caso de extradición de Ahsan levantó controversia debido a la comparación con el tratamiento de Gary McKinnon, cuya extradición —se esperaba que fuera 10 días después de Ahsan— fue detenido después de su diagnóstico médico de síndrome de Asperger, y un diagnóstico similar fue dado a Ahsan. Esto llevó a las acusaciones de algunos medios de comunicación británicos, ONG de derechos humanos, así como grupos religiosos de una doble moral racista en la solicitud de la ley de la ministra del Interior.

### Prohibición del khat
En julio de 2013, May decidió prohibir el estimulante khat (una hierba de consumo tradicional en Somalia y Yemen), contra la opinión del Consejo Asesor sobre el Abuso de Drogas (ACMD). El Consejo llegó a la conclusión de que no había «pruebas suficientes» de que causara problemas de salud, mientras que May argumentó que la posibilidad de que hiciera daño era motivo suficiente para prohibir el khat - «Corremos el riesgo de subestimar los daños reales del khat en nuestras comunidades, debido a las limitaciones de la base de evidencia disponible en el ACMD».
Al explicar el cambio en la clasificación May, dijo: «La decisión de tener el khat bajo control es finamente equilibrada y toma en cuenta el asesoramiento científico de expertos y estas preocupaciones más amplias», y señaló que el producto ya había sido prohibido en todo el norte de Europa, más recientemente en los Países Bajos, la mayoría de los otros Estados miembros de la UE, así como en la mayoría de los países del G8, incluyendo Canadá y los Estados Unidos. Un informe sobre el consumo de khat por el ACMD publicado en enero de 2013 ha señalado que el producto había sido asociado con «episodios psicóticos agudos», «enfermedad crónica del hígado» y la ruptura familiar.

### Comentarios sobre la detención de David Miranda
En agosto de 2013, May fue acusada por Lord Macdonald de un intento «extremadamente feo e inútil» de implicar a los opositores en la detención de David Miranda en condonar el terrorismo. May había señalado que nadie se opuso a la utilización de las leyes polémicas antiterroristas contra los periodistas que estaban condonando el terrorismo. Macdonald planteó la cuestión «perfectamente legítima» de encontrar el equilibrio entre la seguridad y la libertad, y sugirió que «había que esperar y ver lo que la revisión independiente de este episodio tiene que decir antes de empezar a acusar a la gente de apología del terrorismo y tonterías por el estilo».
De acuerdo con el periódico The Guardian, se encontró que Miranda había estado llevando información a un disco duro externo que contenía ya 58 000 documentos altamente clasificados de inteligencia del Reino Unido, y su detención fue ordenada por el tribunal superior del Reino Unido, que aceptó que la detención de Miranda y la incautación de material informático fue «una injerencia indirecta con la libertad de prensa», pero dijo que esto fue justificado por legítimos y «muy urgentes intereses» de seguridad nacional.
Los miembros de la Comisión mixta de los derechos humanos (JCHR) en el Parlamento, dijeron que permitir a la policía detener a sospechosos en los aeropuertos sin sospecha de búsqueda era «inherentemente incompatible» con los derechos humanos. Diputados y lores dijeron que acordaron que los oficiales antiterroristas deben ser capaces de «detener, cuestionar, solicitar documentación y buscar físicamente las personas y bienes», aun cuando no tienen una sospecha razonable de que un delito se hubiera cometido. Pero ellos instaron al Gobierno a introducir nuevas restricciones a las facultades como un registro corporal, detenciones y búsquedas de los contenidos de dispositivos electrónicos, como ordenadores portátiles y teléfonos inteligentes, y dijo que estas medidas «más intrusivas» sólo deben tener lugar cuando los agentes tuvieran sospecha razonable de que alguien estuvo involucrado en el terrorismo.

### «Fin de un plan de vida» para los enfermos mentales solicitantes de asilo
Bajo su mandato del Ministerio del Interior se negó a liberar a un enfermo mental nigeriano en huelga de hambre llamado Isa Muazu que vivía en un centro de asilo. Con el fin de fortalecer la postura firme del Ministerio del Interior un plan de «fin de la vida» fue ofrecido al individuo.

### Desacato al tribunal
En junio de 2012, May fue acusada de «conducta inaceptable y lamentable», se dice que ha demostrado un total desprecio de un acuerdo legal para liberar a un argelino de un centro de detención de inmigración del Reino Unido. A medida que el tiempo permitirá al recluso ser liberado, puede evitar más sanciones, incluyendo multas o penas de prisión.

### Lesbiana ugandesa muere tras ser deportada del Reino Unido
Bajo su mandato en el Ministerio del Interior, deportó a una lesbiana ugandesa, Jackie Nanyonjo. El 10 de enero de 2013, la Agencia de Fronteras del Reino Unido le dijo a Nanyonjo que iba a ser deportada en un vuelo de EgyptAir, a pesar de haber solicitado una revisión judicial de su caso. Cuando se le informó a la compañía que Nanyonjo estaba siendo enviada de vuelta contra su voluntad, se negó a llevarla, pero Qatar Airways estuvo de acuerdo con la Agencia de Fronteras del Reino Unido (UKBA) y la llevó de regreso a Entebbe.
Ella estuvo acompañada en el vuelo por cuatro escoltas de seguridad de Reliance Security, sus amigos afirmaron que la golpearon durante todo el vuelo forzando su cabeza entre sus piernas, e intentaron estrangularla. En el momento en que dejó el avión estaba sangrando por las heridas que había recibido, pero no se le dio atención médica. Cuando fue entregada a sus familiares, varias horas después de su llegada, y tras permanecer detenida por las autoridades de Uganda en el aeropuerto, fue llevada a una clínica. Estaba en la clandestinidad como lesbiana reconocida, protegida por sus familiares; cada viaje a un médico u hospital implicaba un riesgo para su vida y para la seguridad de su familia.

### Prohibición para que Zakir Naik no entrara en el Reino Unido
En junio de 2010, May prohibió que el predicador musulmán Zakir Naik entrara en el Reino Unido. Como resultado dos funcionarios del Ministerio del Interior que estuvieron en contra de la decisión del Gobierno de excluir a Zakir Naik de Gran Bretaña, fueron suspendidos de sus funciones.

### Retiro del pasaporte de un hombre nacido en Irak, por segunda ocasión
En noviembre de 2013 May retiró el pasaporte de Hilal Al Jedda, a pesar de que había ganado un recurso de apelación ante el Tribunal Supremo en noviembre de 2013. El Tribunal Supremo había dictaminado que la derogación del pasaporte de Al Jedda era ilegal. Después de haber entrado en el Reino Unido bajo el disfraz de un solicitante de asilo en 1992, por primera vez perdió su pasaporte británico en 2007 después de servir tres años en un centro de detención militar en Irak por presuntos delitos de terrorismo. Al Jedda se convirtió en la primera persona en ser despojado dos veces de la ciudadanía británica.

### Deportación falsa debido a un gato
May ha sido objeto de críticas por la organización laboral y los derechos humanos sobre sus comentarios acerca de un caso de deportación que involucra a un hombre que luchó contra la deportación por todos los detalles de su relación con una mujer del Reino Unido, incluyendo el hecho de que tenían un gato.
May utilizó el caso como un ejemplo de ataque contra la Ley de Derechos Humanos y en el artículo 8 que un inmigrante ilegal evitó la deportación debido a su gato, diciendo que «todos sabemos las historias sobre la Ley de Derechos Humanos... sobre el inmigrante ilegal que no puede ser deportado debido a que, y yo no lo estoy inventando, tenía un gato». Sin embargo, un portavoz de la Oficina Judicial en la Corte Real de Justicia, emitió declaraciones en nombre de los altos jueces de la Corte, informando que la mascota no tenía «nada que ver» con la sentencia que permite al hombre quedarse en el Reino Unido.
Activistas de derechos humanos criticaron el comentario y dijeron que May «necesita con urgencia aclarar sus hechos», mientras que Amnistía Internacional dijo que los comentarios de May sólo alimentaron «mitos y conceptos erróneos» sobre la Ley de Derechos Humanos y el hecho de que «alguien en la posición de Theresa May pudiera estar tan mal informada como para desfilar una historia sobre alguien que se le permitió permanecer en Gran Bretaña, debido a que tenía un gato, es nada menos que alarmante».

### Filas en las escuelas de Birmingham
En junio de 2014, una discusión pública incendiaria surgió entre el Ministerio del Interior y el Ministerio de Educación sobre la responsabilidad por presunto extremismo en las escuelas de Birmingham. El primer ministro David Cameron intervenido para resolver la disputa, insistiendo en que May sacó a su asesora especial Fiona Cunningham para lanzar en su sitio web una carta confidencial a sus colegas, y que Michael Gove, el secretario de Educación, pidió disculpas al jefe de la oficina de seguridad y lucha contra el terrorismo del Ministerio del Interior.

### Atraso en el desarrollo de pasaportes
A mediados de 2014, la empresa estadounidense 3M que hace los microchips RFID ocultos en los nuevos pasaportes, y su cliente, la Oficina de Pasaportes, revelaron las denuncias de un gran atraso en el desarrollo de aplicaciones de procesamiento de pasaportes. David Cameron sugirió que esto se había producido debido a que las oficinas de pasaportes reciben un 300 000 solicitudes más, «por encima de lo normal». Se reveló, sin embargo, que May había advertido el año anterior, en julio de 2013, que podría ocurrir un aumento de 350 000 solicitudes adicionales debido a la clausura del procesamiento en el extranjero bajo el programa de recortes del canciller Osborne. Más de 600 000 £ fueron pagadas al personal que ayudó a despejar el atraso.

### Deportación del activista paquistaní, Liaquat Ali Hazara
Liaquat Ali Hazara, cuya deportación fue fijada para el 21 de octubre de 2014 hizo campaña con un grupo minoritario contra la violencia sectaria. Gran Bretaña planeaba deportar al destacado activista, a pesar de que se decía que había recibido varias amenazas de muerte por el grupo sectario más brutal de la tierra y que los militantes talibanes conocían la dirección de su casa y habían estado siguiéndolo.

### El liberal demócrata Norman Baker, renuncia al Ministerio del Interior
Norman Baker, renunció el 3 de noviembre de 2014 después de tener desacuerdos con el Ministerio del Interior y Theresa May. Le dijo a The Independent que la experiencia de trabajar en el Ministerio del Interior había sido como «caminar por el barro», él encontró que sus planes fueron frustrados por la ministra del Interior y sus asesores. «Se han considerado como un departamento conservador en un gobierno conservador, mientras que en mi opinión se trata de un departamento de la Coalición en un gobierno de coalición», dijo. «Esa mentalidad ha enmarcado las cosas, lo que significa que he tenido que trabajar mucho más duro para hacer las cosas, incluso la ministra del interior esta de acuerdo que el que ha sido de gran ayuda para que el Gobierno y el departamento». «Llega un momento en que usted no desea seguir caminando por el barro y quiere liberarse de eso».

### Exministro Norman Baker, planes de medicamentos 'bloqueados' por Theresa May
Norman Baker, el diputado liberal demócrata y exministro del Ministerio del Interior, ha acusado a los conservadores de ignorar la realidad, Baker dio a conocer los detalles de las propuestas para reformar las leyes de drogas que fueron despojados de un informe del Gobierno por la ministra del Interior. Dijo que la política de drogas debe basarse «en la evidencia, no en las doctrinas» y que, aunque los conservadores se oponían a la liberalización, estaban perdiendo el argumento sobre el tema. Bajo la presión de los demócratas liberales, el Ministerio del Interior encargó un informe que estudia la evidencia internacional sobre el impacto de la legislación sobre el uso de drogas. Theresa May, la ministra del interior, no oculta el hecho de que ella no tenía ningún entusiasmo por el proyecto, y cuando fue publicado en octubre, con Baker, tomando la iniciativa en darle publicidad, los ministros conservadores señalaron que iban a ignorarlo.

### Rescate policial de Hillsborough
A finales de marzo de 2015, cuando se disolvió el Parlamento, May proporcionó un rescate financiado por los contribuyentes de £10,7 millones a policía de Yorkshire del sur por los costos incurridos después del desastre de Hillsborough. El Dr. Alan Billings, la policía y el Comisionado de crimen para Yorkshire del sur, expresaron decepción en el momento del anuncio.

### Amenazas de muerte
Los días 22-23 de marzo de 2015, Abu Rahin Aziz, también conocido como Abu Abdullah al-Britani, un soldado británico combatiente del Estado Islámico hizo una serie de publicaciones en Twitter pidiendo a los musulmanes británicos matar a May.

### Decisión de no procesar a lord Janner
El 18 de abril de 2015, la ministra del interior, Theresa May, dijo a la BBC que estaba «muy preocupada» por la decisión de no procesar al exdiputado laborista lord Greville Janner por acusaciones de abuso sexual infantil. Alison Saunders, el director de la Fiscalía, dijo en un comunicado que aunque existe suficiente evidencia para presentar cargos contra él, no es apto para ser juzgado.

### Prohibición de que Tyler, The Creator ingrese al Reino Unido
En agosto de 2015, al rapero Tyler, The Creator le fue prohibido ingresar al Reino Unido por la ministra del Interior, Theresa May, en la semana previa a su aparición programada en el Festival de Reading y de Leeds. May cita específicamente las letras del álbum Bastard, lanzado en 2009, como la razón de la prohibición, esto a pesar del hecho de que Tyler, The Creator había actuado sin ningún problema en los festivales de Reading y Leeds en 2011, 2012, 2013 y en otros numerosos festivales del Reino Unido como el Festival de Glastonbury en el período de tiempo transcurrido desde el lanzamiento del álbum.

## Ministra de la Mujer y la Igualdad

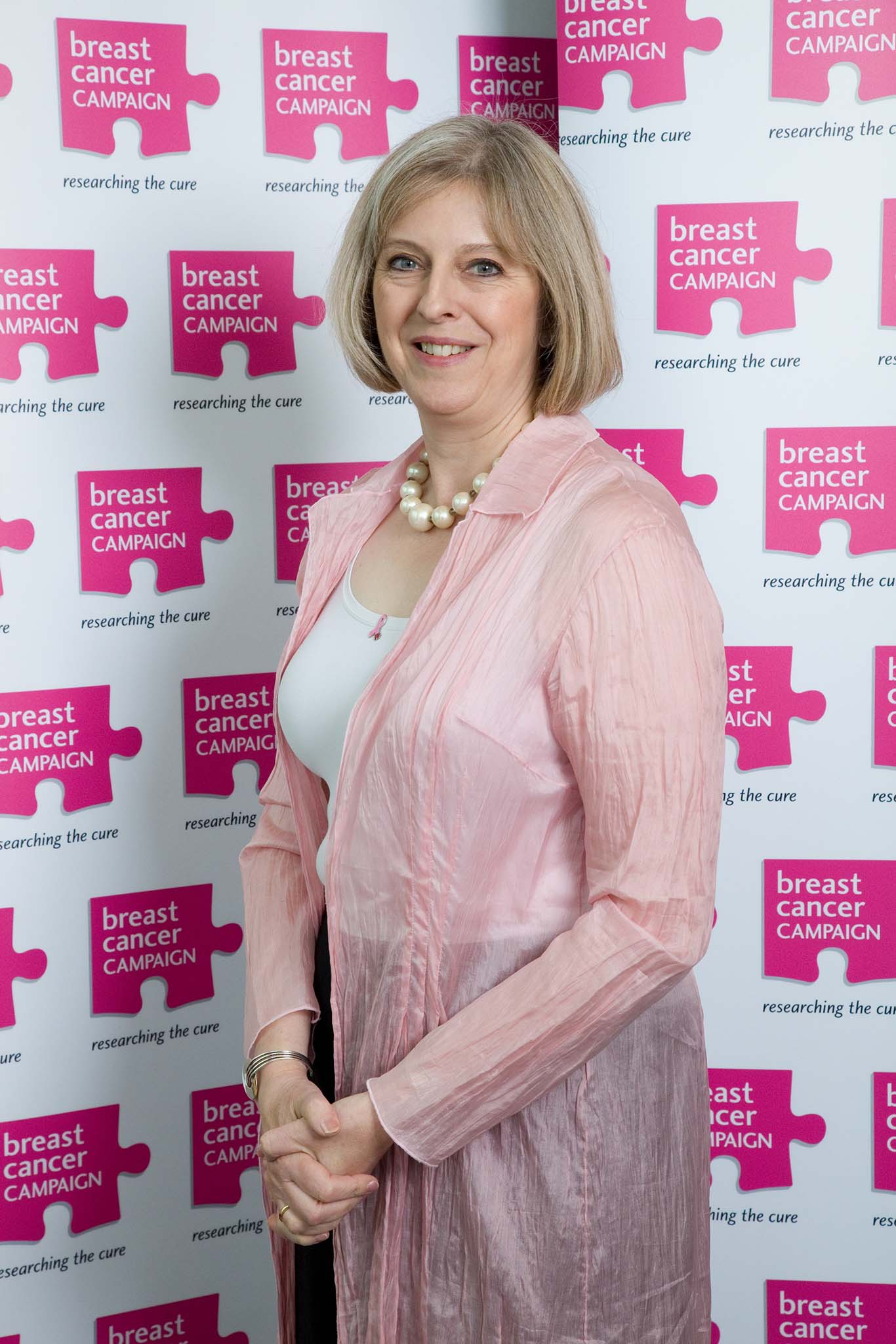
May en una campaña contra el cáncer de mama.

El nombramiento de May como ministra de la Mujer y la Igualdad fue inicialmente criticado por algunos miembros del LGBT, ya que ella había votado en contra de la reducción de la edad de consentimiento (en 1998) y en contra de la adopción homoparental (en 2002), votando en cambio a favor de las uniones civiles. Más tarde declaró, durante una aparición en el programa de televisión de la BBC Question Time (turno de preguntas), que había «cambiado de opinión» sobre la adopción gay. En un artículo de Pink News en junio de 2010, May aclaró sus propuestas para la mejora de los derechos LGBT, incluyendo medidas para hacer frente a la homofobia en el deporte, que abogan por la necesidad que tiene la sociedad británica de un «cambio cultural».
El 2 de julio de 2010, May declaró que apoyaría leyes contra la discriminación del gobierno laborista anterior consagrado en la ley de igualdad de 2010, a pesar de haberse opuesto previamente esta legislación. La ley de igualdad entró en vigor en Inglaterra, Gales y Escocia el 1 de octubre de 2010.
El 17 de noviembre de 2010, May anunció que la legislación «socio-economic duty» (deber socioeconómico) (alias de «La ley de Harman») iba a ser desechada. Esto habría requerido organismos públicos a considerar cómo pueden reducir las desigualdades socioeconómicas al tomar decisiones sobre el gasto y los servicios; la legislación fue parte de la ley de igualdad que no entró en vigor en octubre y fue puesto a la revisión por ser inviable.

### Islamófoba del año 2015
En los «premios anuales de islamofobia» de la Comisión Islámica de Derechos Humanos en 2015, May fue votada como la mayor islamófoba del año. El sitio web de la CIDH, citó sus desmontajes británicos de ciudadanía sin el debido proceso, otras leyes contra el terrorismo y la estrategia de evitar, como ejemplos de su islamofobia.

## Líder del Partido Conservador
El 30 de junio de 2016, May anunció formalmente su candidatura para liderar el Partido Conservador y reemplazar al primer ministro David Cameron, quien había renunciado después del referéndum sobre la permanencia del Reino Unido en la Unión Europea. May hizo hincapié en la necesidad de unidad dentro del partido, independientemente de las posiciones acerca de salir de la UE. «La campaña se libró... y el público dio su veredicto. No debe haber ningún intento de permanecer dentro de la UE, ni intentos para volverse a integrar por la puerta de atrás ni una segunda consulta. Brexit significa Brexit», dijo May, añadiendo que no se debe activar el artículo 50 del Tratado de Lisboa hasta finales de 2016. May se describió a sí misma como una candidata que unificaría al partido después de un referéndum de división.
El 1 de julio de 2016, May recibió gran apoyo dentro del Partido Conservador, incluyendo el apoyo de más de 100 miembros del Parlamento y cuatro ministros del Gabinete.

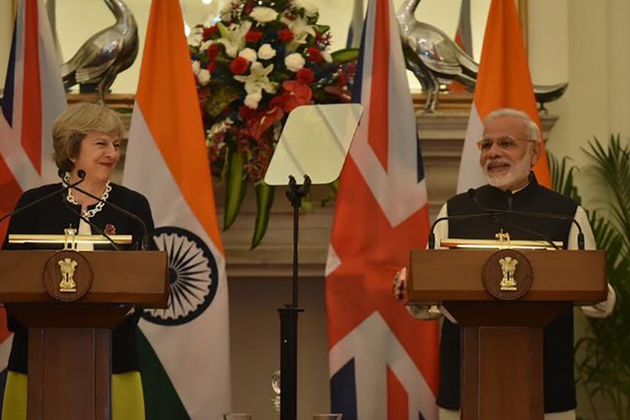
Con el primer ministro de India, Narendra Modi

May ganó la primera vuelta de las elecciones el 5 de julio de 2016, recibiendo el apoyo de 165 parlamentarios, mientras que Andrea Leadsom recibió 66 votos y Michael Gove 48 votos. Según The Guardian, «es casi seguro que May será una de los dos candidatos finales». Después de que los resultados se dieron a conocer, May dijo que estaba «contenta y agradecida» por el apoyo de otros parlamentarios y confirmó que su intención es unir tanto el partido como el Reino Unido, así como la negociación del «mejor trato posible a medida que dejamos la UE y para hacer que Gran Bretaña funcione para todos».
El 7 de julio de 2016 se realizó la segunda votación, May llegó en primer lugar con una mayoría abrumadora de 199 votos contra 84 que obtuvo Andrea Leadsom y 46 Michael Gove que fue eliminado. Posteriormente, May dijo que estaba encantada con el apoyo y resumió los temas, diciendo que estaba segura de que el partido le proporcionaría apoyo. «Ese caso se reduce a tres cosas. Porque necesitamos un liderazgo fuerte para negociar el mejor acuerdo para Gran Bretaña a medida que dejamos la Unión Europea, para unir a nuestro partido y nuestro país, y para hacer de Gran Bretaña un país que no funcione para unos pocos privilegiados sino para cada uno de nosotros».
El 11 de julio de 2016 la candidata Andrea Leadsom anunció que se retiraba de la carrera para ser líder del Partido Conservador y primera ministra del Reino Unido, citando su falta de apoyo entre los parlamentarios conservadores. Por lo cual, May fue nombrada líder del Partido Conservador el 11 de julio y asumió el cargo de primera ministra el 13 de julio de 2016.
Después de su victoria en las elecciones por el liderazgo del Partido Conservador, David Cameron anunció oficialmente la decisión de dimitir como primer ministro del Reino Unido el miércoles 13 de julio de 2016, apoyando a May como su sucesora. Con la aprobación de la reina, May se convirtió en la 96.º primer ministro del Reino Unido, y la segunda mujer en ocupar el cargo después de Margaret Thatcher quien fue primera ministra desde 1979 hasta 1990.

## Primera ministra

### Primeros días

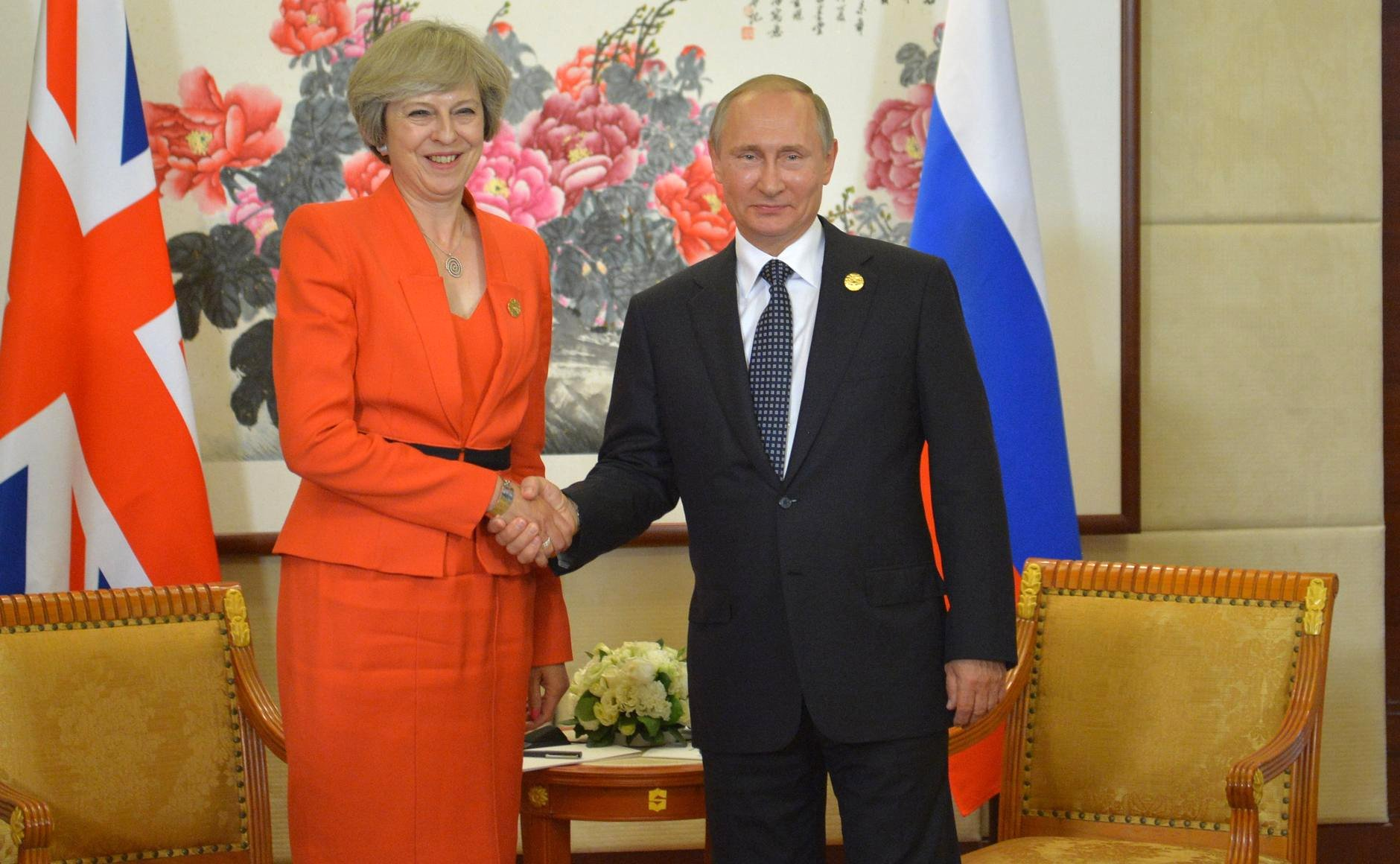
May y el presidente de Rusia, Vladímir Putin, en la cumbre del G-20 en Hangzhou, China.

El 15 de julio de 2016, May viajó a Edimburgo para reunirse con la ministra principal de Escocia, Nicola Sturgeon, para reforzar la unión entre Escocia y el resto del país. «Estoy viniendo aquí para mostrar mi compromiso con la preservación de esta unión especial que ha perdurado durante siglos», explicó.
El 20 de julio, May asistió a su primera sesión de preguntas como primera ministra desde que asumió el cargo, luego realizó su primer viaje al extranjero como primera ministra, visitando Berlín para reunirse con la canciller alemana, Angela Merkel. Durante la visita, May dijo que no iba a invocar el artículo 50 del Tratado de Lisboa (el proceso para retirarse de la Unión Europea), antes de 2017, lo que sugiere que llevaría tiempo para el Reino Unido negociar una «salida sensata y ordenada» de la UE. Sin embargo, aunque Merkel dijo que era adecuado para el Reino Unido «tomarse un momento» antes de comenzar el proceso, instó a May proporcionar más claridad sobre un calendario de negociaciones. Poco antes de viajar a Berlín, May también anunció que a raíz de la consulta, Reino Unido renuncia la presidencia del Consejo Europeo, que pasa entre los Estados miembros cada seis meses sobre una base de rotación, y que se había previsto que Reino Unido la asumiera en la segunda mitad de 2017.
El 18 de abril de 2017, May anunciaba elecciones generales anticipadas en el Reino Unido, convocadas para el 8 de junio de 2017. Obligada por la división en el Partido Conservador y por las consecuencias económicas de la salida del bloque comunitario, la primera ministra convoca a los británicos a las urnas tres años antes de lo previsto.
El 8 de junio los conservadores perdían la mayoría absoluta y el líder laborista Jeremy Corbyn pedía la dimisión de la primera ministra Theresa May. Sin embargo en una comparecencia el día después de las elecciones generales, la primera ministra (en funciones) May aceptó la proposición de la reina Isabel II para formar un nuevo ejecutivo. Se mostró tajante sobre que el Partido Conservador era el único que podía encabezar una mayoría con el apoyo del Partido Unionista Democrático de Irlanda del Norte DUP. Un pacto con ese partido le garantiza la mayoría absoluta en Westminster. Después de que el Partido Conservador perdiera la mayoría absoluta, Theresa May ha suavizado su programa, incluyendo la revocación de las propuestas para eliminar las comidas escolares gratuitas e introducir un impuesto de sucesiones para las personas que hayan recibido atención médica financiada por el Estado.
El 12 de diciembre de 2018 May superó una moción de confianza interna dentro de la bancada conservadora, obteniendo 200 votos a favor y 117 en contra, en una votación con voto secreto.
Hizo recortar 20.000 puestos de policía.

### Brexit
David Cameron renunció por perder el referéndum sobre Brexit dejándole el cargo a May. May proponía alternativas de salida del país a través de modificaciones en las relaciones del Reino Unido con los demás países de Europa.

### Renuncia
Después de tres votaciones parlamentarias negativas, en las que se rechazó un texto preliminar para el Brexit acordado entre el gobierno británico y la Unión Europea, y después de posponer el plazo original de salida de la UE el día 29 de marzo de 2019 (dos años después de invocar el artículo 50 del Tratado de Lisboa), primero al 12 de abril y luego al 31 de octubre; Theresa anuncia su dimisión el día 24 de mayo de 2019, efectiva a partir del 7 de junio del mismo año.

## Vida personal e imagen pública
Theresa May, se casó con Philip John May el 6 de septiembre de 1980; la pareja no tiene hijos. Fuera de la política, May enumera sus intereses como caminar y cocinar. Los periodistas han trazado paralelos entre el cambio de May a ropa de diseñador y su ascenso político en fortunas desde su debut parlamentario.
Desde que llegó a la prominencia como una política de alto perfil, la imagen pública de May ha dividido a la opinión de los medios de comunicación, especialmente de algunos en la tradicionalista prensa de derecha. Al comentar sobre el debut de May como ministra del interior, Anne Perkins de The Guardian señaló que «ella no será títere de nadie», mientras que Cristina Odone de The Daily Telegraph predijo que May era una «estrella en ascenso» del gobierno de coalición. Quentin Letts del Daily Mail posteriormente felicitó a May por su rol como ministra del interior, describiéndola como «imperturbable». Y Allegra Stratton, luego con The Guardian, elogió a May, como una muestra de visión gerencial. En febrero de 2013, el diputado laborista Keith Vaz informó que ha comentado sobre la pérdida de peso significativa de May, describiéndola como «fina» en comparación con su anterior figura. May se había vuelto visiblemente más delgada a inicios del 2013, lo que se atribuye a la dieta y el ejercicio. Sin embargo, más tarde se reveló que había sido diagnosticada con diabetes tipo 1.
Sus gastos parlamentarios han sido «modestos» (alrededor de 15 000 £ entre 2005-2009) en los últimos años.
May es anglicana y gusta de ir regularmente a la iglesia el domingo.
Después del título de caballero de su esposo en los Honores de Disolución de 2019, tiene derecho a ser estilizada como «Lady May». A partir del 2 de febrero de 2022, la lista de May en el sitio web del Parlamento, su propio sitio web y las redes sociales no usan el estilo «Lady May».

## Activismo y reconocimientos
Antes y desde su nombramiento al Gobierno, May apoya activamente una variedad de campañas sobre temas de política en su circunscripción y en el ámbito de la política nacional. Ella ha hablado en la sociedad Fawcett promoviendo el tema transversal de la igualdad de género. May fue nominada como una de las mujeres inspiradoras de la sociedad de 2006.
May es una euroescéptica y ha expresado su deseo de derogar la ley de los derechos humanos de 1998.
Ella es la patrona de lectura conservadora en la Universidad de Reading, el mayor grupo político estudiantil en Berkshire (el condado de su circunscripción Maidenhead).
May también ha recibido las Llaves de la ciudad de Londres, y ha sido admitida en el Gremio de Marketors, una «compañía de librea para personas mayores en la profesión de mercadeo»
En febrero de 2013, el programa Woman's Hour (Hora de la mujer) de la BBC Radio 4 la nombró como la segunda mujer más poderosa de Gran Bretaña.